# محمد البشاري
محمد البشاري أمين عام المجلس العالمي للمجتمعات المسلمة وأمين عام المؤتمر الإسلامي الأوروبي  وقد اختير من ضمن 50 شخصية إسلامية الأكثر تأثيرًا في العالم ، كاتب في جريدة الاتحاد الإماراتية.

## حياته الشخصية:
الجنسية فرنسية، من مواليد سنة 1967 بمدينة وجدة بالمغرب.

## حياته العلمية والعملية:
- دكتوراة في الفقه وأصوله.[6]
- أمين عام المجلس العالمي للمجتمعات المسلمة.
- كاتب في جريدة الاتحاد الإماراتية.
- اختير من ضمن 50 شخصية إسلامية الأكثر تأثيرًا في العالم

## الأوسمة التي حصل عليها:
- «وسام الملك عبد الله الثاني ابن الحسين للتميز» من الدرجة الأولى[7]
- وسام جُمهورِيةُ مِصرَ العَرَبيةِ للعلوم والفنون من الدرجة الأولى[8]
- وسام الدبلوماسية العامة، مجلس رئاسة الغرفة الاجتماعية الدولية ، روسيا الاتحادية.

## المناصب الحالية:
- نائب رئيس رابطة الجامعات الإسلامية – مصر.
- عضو مجمع الفقه الإسلامي الدولي بجدة (OCI)، المملكة العربية السعودية.
- عضو المجلس الأعلى لرابطة العالم الإسلامي، المملكة العربية السعودية.
- عضو الأمانة العامة لمنتدى أبوظبي للسلم، الإمارات العربية المتحدة.
- عضو مؤسسة آل البيت الملكية للفكر الإسلامي – الأردن.
- عضو المجلس الأعلى للشؤون الإسلامية – مصر.
- عضو المكتب التنفيذي للأمانة العامة لدور وهيئات الإفتاء في العالم – مصر.

## المناصب التي شغلها:
- رئيس الفدرالية العامة لمسلمي فرنسا (FNMF) من سنة 1995- 2019.
- أمين عام المؤتمر الإسلامي الأوروبي (IEC/CIE)،منذ تأسيسه سنة 2001.
- عميد معهد ابن سينا للعلوم الانسانية بمدينة ليل بفرنسا، منذ تأسيسة سنة 2006.
- نائب رئيس المجلس الفرنسي للديانة الإسلامية 2003-2006  (CFCM).
- عضو لجنة تنسيق العمل الإسلامي المشترك في مجال الدعوة، منظمة التعاون الإسلامي، المملكة العربية السعودية.
- عضو فريق العمل المكلف بوضع برنامج تنفيذي للقضايا والموضوعات الواردة في برنامج العمل العشري، منظمة التعاون الإسلامي، المملكة العربية السعودية.

## إصدارات:
1. الإسلام والإعلام الغربي وتحديات ما بعد أحداث 11 شتنبر 2001، دار الفكر 2004.
2. العالم الإسلامي وتحديات 11 سبتمبر 2001 – الواقع والمآل - دار الفكر 2006.
3. سؤال التسامح: مدخل الى نسق إنساني حضاري-الدار العربية للعلوم ناشرون، 2020.
4. الإخوان المسلمون من السلطة إلى الانقسام.. أزمة تنظيم أم تنظيم أزمة، مكتبة مدبولي، 2022.
5. العملات الرقمية المشفرة في ميزان الشرع، المعلمة المصرية، دار الإفتاء المصرية ، 2022.
6. اتجاهات النظام الدولي..عالم ما بعد كورونا، المركز الثقافي للكتاب،2023.
7. جدلية الفلسفة و الاخلاق ، المركز الثقافي للكتاب،2023.
8. الإطار المرجعي الأوروبي العام للغات ..دراسة توصيفية، نور للنشر،2023.
9. حق الكد و السعاية.. مقاربات تأصيلية لحقوق المرأة المسلمة ، دار نهضة مصر، ( 2024).
10. الحرية المستحيلة..بين استشراف الأفق الإنساني وحبس تطرفه، المركز الثقافي للكتاب،2024.
11. الفرقة الناجية - وهم الاصطفاء... مدخل إلى تفكيك أوهام تصارع المفاهيم، دار نهضة مصر،2025
12. من الدعوة إلى التمكين : قراءة تحليلية في مسارات التنظيم للاخوان، مكتبة مدبولي، 2025.

## مشاركة في كتب جماعية منها:
1. «إشكالية اندماج المسلمين في أوروبا وتحديات الإرهاب »، مركز المسبار للدراسات والبحوث، الكتاب الشهري الجماعي الـ،112 ، يونيو 2016.
2. انقلابات الإخوان التنظيمية: قطبية الفكر وبراغماتية السياسة، مركز المسبار للدراسات والبحوث، الكتاب الثالث والثمانون بعد المئة الجماعي ، مارس 2022.
3. المؤسسات العلمائية: الإخوان، التحديات، الاستعادة، مركز المسبار للدراسات  والبحوث، الكتاب الأول بعد المئتين الجماعي، سبتمبر 2023.
4. الذكاء الاصطناعي في الحقل الديني والمجال الحركي: الفرص والتحديات، مركز المسبار للدراسات  والبحوث،  الكتاب الرابع بعد المئتين، ديسمبر 2023 .